# Distillerie Maurin-Vey
La distillerie Maurin-Vey est une ancienne distillerie située en France sur la commune d'Espaly-Saint-Marcel, dans la région Auvergne-Rhône-Alpes.

## Localisation
La distillerie est située dans le département français de la Haute-Loire, sur la commune d'Espaly-Saint-Marcel, dans l'ancienne région administrative d'Auvergne.

## Historique
Ernest Rogues établit la première malterie de la Haute-Loire en 1876. Aux alentours de 1890, une initiative de construction redessina complètement la propriété, intégrant un complexe industriel composé de deux édifices rectangulaires et un espace privé, incluant un premier bâtiment abritant un garage et une orangerie. L'architecture de ce dernier est attribuée à l'architecte Antoine Martin, également chargé de concevoir la nouvelle demeure principale. 
La malterie fit faillite en 1936, entraînant la vente de la maison de maître en 1943 à Régis Vey, qui déplaça sa distillerie dans les locaux de l'ancienne malterie.

## Description
L'intérieur de la demeure est orné dans le style de l'époque avec des portes vitrées, des motifs au pochoir et une cheminée en bois sculpté. Le parc paysager comprend un édifice marqué de l'inscription « Étoile cinéma Gaumont » ainsi qu'une grotte artificielle, tandis que la maison de maître restaurée bénéficie d'une nouvelle décoration intérieure raffinée, notamment un vestibule aux vitraux de style « Renaissance », des lambris cirés et un papier peint gaufré dans le salon, agrémenté également de vitraux peints.
Certaines parties des équipements et du matériel de la distillerie demeurent encore visibles aujourd'hui.

## Protection
La distillerie est inscrite au titre des monuments historiques par arrêté du 10 septembre 2012.